# Roger Hjelmstadstuen
Roger Hjelmstadstuen (ur. 11 marca 1979 w Øyer) – norweski snowboardzista, brązowy medalista mistrzostw świata.

## Kariera
W zawodach Pucharu Świata zadebiutował 15 listopada 1997 roku w Tignes, zajmując 24. miejsce w halfpipe’ie. Tym samym już w swoim debiucie wywalczył pierwsze pucharowe punkty. Na podium zawodów tego cyklu jedyny raz stanął 17 stycznia 1998 roku w Innichen, wygrywając rywalizację w tej samej konkurencji. W zawodach tych wyprzedził swego rodaka, Kima Christiansena i Fredrika Sternera ze Szwecji. Najlepsze wyniki osiągnął w sezonie 1997/1998, kiedy to zajął 31. miejsce w klasyfikacji generalnej, a w klasyfikacji halfpipe’a był czwarty.
Jego największym sukcesem jest brązowy medal w halfpipe’ie wywalczony na mistrzostwach świata w San Candido w 1997 roku. Uległ tam jedynie Fabienowi Rohrerowi ze Szwajcarii i Markusowi Hurme z Finlandii. Był to jego jedyny medal wywalczony na międzynarodowej imprezie tej rangi. Zajął też trzynaste miejsce w tej konkurencji podczas mistrzostw świata w Whistler w 2005 roku. Brał też udział w igrzyskach olimpijskich w Nagano w 1998 roku, gdzie zajął 33. miejsce w halfpipe’ie.
W 2005 r. zakończył karierę.

## Osiągnięcia

### Igrzyska olimpijskie
| Miejsce | Dzień     | Rok  | Miejscowość | Konkurencja | Zwycięzca   |
| ------- | --------- | ---- | ----------- | ----------- | ----------- |
| 33.     | 12 lutego | 1998 | Nagano      | Halfpipe    | Gian Simmen |

### Mistrzostwa świata
| Miejsce | Dzień       | Rok  | Miejscowość | Konkurencja | Zwycięzca     |
| ------- | ----------- | ---- | ----------- | ----------- | ------------- |
| 3.      | 24 stycznia | 1997 | San Candido | Halfpipe    | Fabien Rohrer |
| 13.     | 21 stycznia | 2005 | Whistler    | Big Air     | Antti Autti   |

### Puchar Świata

#### Miejsca w klasyfikacji generalnej
- sezon 1997/1998: 31.

#### Miejsca na podium
1. San Candido – 17 stycznia 1998 (halfpipe) - 1. miejsce